# Víjnitsia
Víjnitsia (en ucraïnès Ви́жниця i en rus Вижница) és una ciutat de la província de Txernivtsí, Ucraïna. El 2021 tenia 3.875 habitants. A local newspaper has been published in the city since February 1945.